# Daisy DeBolt
Daisy DeBolt (* 19. Juli 1945 in Winnipeg, Manitoba, Kanada; † 4. Oktober 2011 in Toronto) war eine kanadische Folk-, später auch Jazz-Musikerin (Gesang, Akkordeon, Piano, Mandoline, Gitarre) und Songwriterin.

## Leben und Wirken
DeBolt war die Tochter der aus Winnipeg stammenden Musikerin und Lehrerin Marjorie DeBolt. Während ihrer Highschoolzeit hatte sie Gitarren-Unterricht bei Lenny Breau. 1965 zog sie nach Ontario, sang Folkmusik und spielte dazu Mandoline, Akkordeon, Gitarre und betätigte sich als Songwriterin. Sie spielte u. a. im Allen Ward-Trio, bevor sie Ende der 1960er Jahre mit dem Sänger und Gitarristen Allan Fraser das Folkduo Fraser & DeBolt gründete, mit dem sie im Raum Toronto auf Folkfestivals und in Cafés auftrat; 1970 tourten sie in den Vereinigten Staaten. 1971 erschien bei Columbia Records das Album Fraser & DeBolt with Ian Guenther, gefolgt von Fraser & DeBolt with Pleasure (1973). Mitte der 1970er Jahre trennten sich Fraser und DeBolt. Sie begann eine Solokarriere als Singer-Songwriterin; stilistisch bewegte sie sich in den folgenden Jahren zwischen Jazz, Country, Folk und Blues. Die Zeitung Montreal Gazette beschrieb sie als „the most astonishing, dynamic vocalist in the entire galaxy“. Außerdem schrieb sie Mitte der 1970er Jahre Filmmusik für Dokumentarfilme des National Film Board of Canada und arbeitete für die Tanzkompagnie Ballet Ys. Mit ihrer Band Don't Push Me Against the Fridge spielte sie auch Reggae. Ferner trat sie in der Theaterproduktion Country Hearts in Calgary auf, war musikalische Leiterin der Produktion Nickel und schrieb Musik für die YTV-Serie 15 Love. Sie war mit dem Lyriker Robert Dickson verheiratet.

## Diskographische Hinweise
- Soulstalking (1991)
- I Can (1996)
- Just Mountain Songs (2000)
- Live Each Day with Soul (2002)
- Lovers and Fantasies (2004)